# 旭川医科大学
旭川医科大学（あさひかわいかだいがく、英語: Asahikawa Medical University）は、北海道旭川市にある国立大学。
国立大学法人旭川医科大学によって運営されている。略称は旭医（きょくい）、AMU。

## 概観
大学全体
大学は、医学部のみの1学部2学科（医学科と看護学科を設置）からなる医学系単科大学。
建学の精神（校訓・理念・学是）
「豊かな人間性と幅広い学問的視野を有し」「生命の尊厳と高い倫理観を持ち」「高度な知識・技術を身につけた医療人及び研究者の育成」を基本理念としている。また、「地域医療に根ざした医療・福祉の向上に貢献する医療者を育てる」「教育、研究、医療活動を通じて国際社会の発展に寄与する医師及び看護職者の養成に努める」ことを目標とする。

## 沿革
- 1973年（昭和48年）- 開学。
- 1976年（昭和51年）- 旭川医科大学医学部附属病院（現・旭川医科大学病院）開院。
- 1979年（昭和54年）- 大学院医学研究科設置。
- 1996年（平成8年）- 医学部看護学科設置。
- 1999年（平成11年）- 情報処理センター、遠隔医療センター設置。
- 2000年（平成12年）- 大学院医学研究科を大学院医学系研究科と改称し、大学院医学系研究科修士課程看護学専攻を設置。
- 2004年（平成16年）- 国立大学法人旭川医科大学発足。
- 2005年（平成17年）- 旭川医科大学医学部附属病院を旭川医科大学病院へ改称。
- 2010年（平成22年）- 英訳名称を「Asahikawa Medical College」から現行のものへ変更。

## 象徴
学章の全体像を、雪の結晶に見立てることにより北海道をイメージしたものとなっている。医大の象形文字を中央に据え、その周りを「旭川市の木」に指定されているナナカマドが囲うことで「北海道の中央、ならびに旭川の中核医療」を象徴するデザインとなっている。

## 教育および研究

### 学部・学科
- 医学部
  - 医学科
  - 看護学科

### 大学院
- 医学系研究科博士課程（医学専攻）[1]
  - 研究者コース
  - 臨床研究者コース
- 医学系研究科修士課程（看護学専攻）[2]
  - 修士論文コース
  - 高度実践コース

### 附属機関
- 旭川医科大学病院
- 図書館
- 教育センター
- 保健管理センター
- 二輪草センター（復職・子育て・介護支援センター）
- 動物実験施設
- 実験実習機器センター
- 放射性同位元素研究施設
- 情報処理センター

## 取り組み
- 学長であった吉田晃敏は通信回線等を用いた遠隔医療システムの第一人者であり、大学病院内にも彼を長とした遠隔医療センターが設置された。上記の遠隔医療システム開発において、マサチューセッツ州知事賞を授与されている。

## 大学関係者と出身者
- 三木勅男（政治家、武生市長）
- 吉田晃敏（眼科医）- 旭川医科大学学長
- 信本敬子（脚本家）- かつて附属病院に看護師として勤務
- 田下昌明（小児科医）- 元旭川医科大学臨床指導教授
- 相澤浩（皮膚科医）

## 対外関係

### 教育研究連携協定
- 北海道薬科大学（2007年6月27日締結）
- 放送大学[3]

### 包括連携協定
- 北見工業大学（2009年7月17日締結）
- 日本赤十字北海道看護大学（2009年7月17日締結）

### 連携協定
- 芦別市（2018年2月3日締結）

### 学術交流協定締結大学等
- 中国医科大学（中華人民共和国）
- 南京中医薬大学（中華人民共和国）[4]
- ハルビン医科大学（中華人民共和国）
- モンゴル健康科学大学（モンゴル国）
- マヒドン大学熱帯医学部（タイ王国）

## 不祥事・問題等
- 2009年（平成21年）11月、指導教官の指示で試薬の廃棄をした際、有毒ガスが発生し、肺などに重い疾患（肺気腫）を負ったとして、2018年8月、本学附属病院の男性医師（38歳・2009年当時医学部6年生）が大学や教官だった男性准教授に約3億円の損害賠償を求めて旭川地方裁判所に提訴した。また、2014年から2017年にわたりアカデミックハラスメントを受けたとして、男性准教授を相手取って550万円の損害賠償を求める訴訟も起こした[5]。また男性医師が有休を取得したとする書類を大学側が無断で作成し（約30日分を消化した扱いとなっていた[6]）、「手続きをしなければ無給となる」と男性医師に通告していたことがわかった[7]。2024年3月1日、旭川地裁は疾患と事故との因果関係を認めた上で、指導教官らが「安全を確保するために必要な措置を講ずる義務を怠った」と指摘し、大学に約1億5千万円の賠償を命じた[8]。一方で、公務員個人は職務について民事上の損害賠償責任を負わないとして、元指導教官への請求は棄却した[9]。15日、大学は判決を不服として控訴した[10]。
- 2011年6月から2019年10月の約8年間、医学部男性教授が医師を派遣した外部の医療機関に報酬を要求し、不正に多額の金銭を受け取っていた。2019年（令和元年）9月に外部から大学に情報提供があり発覚。教授は、就業規則違反に当たるとして2019年11月15日付で懲戒解雇された。大学側は元教授を刑事告発する方針[11]。また教授は、自身の管理下にある医師に口座を開設させた上で、通帳などを渡すよう指示し、それらを保管して使用していた。大学が通帳の使用理由について問い合わせても、一切回答しなかったという[12]。
- 2019年12月27日、医学部の男性教授（40代）が、製薬会社などから不正に報酬を受けていたとして、大学は男性教授を停職（12ヵ月）の懲戒処分とした[13]。
- 2020年（令和2年）11月24日に附属病院の受診を予約していた患者の母親が、新型コロナウイルス感染症のクラスターが発生した病院で勤務しているとの理由で、附属病院が受診を拒否した。母親はPCR検査の結果、陰性であり、クラスターが発生した病室では勤務しておらず、濃厚接触者でもなかった。患者の父親は受診拒否を不当とし、吉田晃敏学長を相手取り、30万円の損害賠償を求めて旭川簡易裁判所に提訴した[14]。
- 2021年（令和3年）1月8日、元教授が在籍中に学会誌に投稿（2017年3月掲載）した自身の論文に、他の研究者の論文などで使われていた写真（10枚）を許可を得ずに使っていたと大学が発表。文部科学省へ匿名の告発で発覚した。大学側は盗用と認定したが、すでに退職しており、処分は行わないとした（学内規程（職員懲戒規程）が適用されないため）。また論文には、共著者として4人の本学教員の名前が書かれていたが、4人の承諾はなく、学会誌への投稿も知らされていなかったという。誌論文の投稿先である学会により、対象論文の取り下げ措置が2017年10月に行われ、既に学会において盗用が認定され、2018年（平成30年）5月より1年間、元教授に対し投稿禁止措置が下された[15][16][17]。
- 2021年1月、吉田晃敏学長と滝川市立病院（北海道滝川市）が、2020年まで14年以上にわたり「アドバイザー」の契約を結び、吉田学長が月額40万円の報酬（総額6920万円）を受け取っていたことが同病院への取材や契約書類などでわかった。院長は年に1回ほど吉田学長を訪問し、学長が契約後に病院を訪れたのは数回だった。契約は学長側の申し出で2021年1月に打ち切られた[18][19]。
- 2021年1月、元教育研究推進センターの男性准教授（40代）と男性助教（40代）が、2018年9月から2020年の5月にかけ、上司にあたる50代の男性教授や同僚から、関わっていない業務の責任を問われ辞職を迫られたり、大学の倉庫にアリの死骸があったことを理由に辞職を求められたり、職場内の一斉メールでも誹謗中傷を受けるなどして、精神的苦痛を受け休職に追い込まれたと主張[20]。また大学側の調査もずさんであったとして、大学を相手取り、損害賠償を求めて提訴することとした[21][22]。2名の教員は旭川地方裁判所に訴状を提出。大学にそれぞれ330万円の賠償を求めた[23]。
- 旭川女子中学生いじめ凍死事件で、被害者の死体検案書の「死亡の原因」欄に、当時罹患していなかった精神疾患の病名が記入されていたことが2021年8月20日、関係者への取材で分かった。服用していた薬から推測した誤った病名を北海道警察が医師に伝えたとみられ、遺族の指摘を受け、後に訂正された。関係者によると、旭川医科大の医師が3月下旬に発行した死体検案書の「直接には死因に関係しないが、死因の疾病経過に影響を及ぼした疾病名等」欄に、被害者が当時患っていなかった「統合失調症」と記載されていた。誤りに気付いた遺族側が警察と病院に確認した際、「いじめによる心的外傷後ストレス障害（PTSD）などで服用していた薬」から道警が病名を推測し医師に伝達、医師がそれを記入したと説明があったという[24][25]。
- 2022年4月、旭川医科大の新学長選びの参考にするため、昨年11月に行われた学内の投票で、学長選考会議の議長と委員を当時務めていた教授2人が、特定の候補に投票するよう働き掛けたり、特定の候補への投票を暗に促していたことが13日、関係者への取材で分かった。また、一連の選考過程で選考会議委員2人は特定候補を推すだけでなく、他候補に対し名誉毀損にあたる行為をした、などと公益通報制度に基づく指摘が、昨年11月にあった。別の教授の通報で旭川医科大学が調査し、大学は3月31日付で「委員として不適切だった」と通報者に回答した[26][27][28][29]。
- 2022年4月27日に准教授と元教授が、2020年5月に学会に投稿済みだった論文と似た内容の英文論文を、同年6月に学術誌に二重投稿する不正を行っていたと発表した[30][31][32]。その後、旭川医科大学は5月26日に、この准教授の男性を5月24日付でけん責処分にしたと発表した。共著者の元教授は既に退職しているため処分しないが、本人に「職員であったら、けん責処分に相当する」と文書で伝えた[32][33]。
- 旭川医科大学病院の放射線技師が傷病を調べるため医師の指示がないにもかかわらず自らのエックス線撮影などを繰り返し、医療システムを操作して検査を行っていないよう偽装していたとして、2023年（令和5年）3月16日付で放射線技師を諭旨解雇した。旭川医科大学によると、放射線技師は2012年4月から2018年11月まで、医師の指示を受けずにエックス線撮影やＣＴ検査を計15回行った。検査の際、撮影装置や会計と連動する医療システムに「中止」と入力。検査を実施していないことにし、診療報酬が発生しないようにしていた。この放射線技師が同院で受診した際、画像撮影した別の放射線技師がシステムの異変に気付き、上司に報告して発覚した[34]。

### 新型コロナウイルス感染症に関する吉田晃敏学長の言動に関する騒動
- 2020年12月、吉田晃敏学長が大学運営会議で慶友会吉田病院に対し「コロナを完全になくすためには、あの病院（吉田病院）が完全になくなるしかない」「この旭川市に吉田病院があるということ自体が、ぐじゅぐじゅ、ぐじゅぐじゅとコロナをまき散らして」と発言したと週刊文春に報じられ、その後発言を認め、報道機関宛の文書で「不適切だった」として謝罪している[35]。文部科学省国立大学法人支援課は朝日新聞の取材に対し、「大学に対し、学長の発言の事実確認を進めており、結果を踏まえて対応を検討する」としている[36]。
- 2021年1月（報道） - 新型コロナウイルス感染症の患者受け入れを巡り、受け入れの許可を求めた附属病院の古川博之病院長（当時）に対し、吉田晃敏学長が「受け入れるならお前が辞めろ」などと発言したとして、文部科学省国立大学法人支援課は「事実であれば、ハラスメントにあたる恐れがある」と問題視し、事実確認を行っていることが報道された。旭川市では2020年11月上旬、慶友会吉田病院で患者や職員ら200人以上が感染・死亡34人（2020年12月14日現在）する感染者集団が発生。11月8日に市内の5つの基幹病院で協議し、本院でも患者を受け入れることにした。吉田晃敏学長は「受け入れは許さない」などと古川病院長に言い渡し、クラスター発生の初期段階で受け入れを拒否させていた[37][38]。
- 本学元助教授や道内外の医師らが「吉田晃敏旭川医科大学学長のリコールを求める全国有志の会」を発足させ、吉田学長の解任を求める署名活動を開始。ネットを通じて署名を募り、文部科学大臣や本学の学長選考会議などに提出するとしている[39]。また2月には現役教授17人、名誉教授5人で構成された有志団体が学内で吉田晃敏学長の辞職を求める署名活動を始めた[40]。
- 1月26日、大学役員会は記者会見を開き、古川病院長が吉田晃敏学長の一連の言動を外部に漏らし、混乱を招いたとして辞任するよう求めたが古川病院長が拒否したため解任（1月25日付）したと発表。古川病院長は「十分な反論を受け入れず、具体的な証拠を欠いた中で辞任を迫り、解任したことは、真実隠しと思わざるをえない。新型コロナの感染対策を行ってきた自分を解任したことは、地域医療をないがしろにしているとしか思えない」と強く反論し、録音と漏洩を否定した。学内では突然の病院長解任に職員が当惑していると報じられた。吉田晃敏学長は患者受け入れを許可しなかった判断は、「動物的な勘」だったとし、「僕の判断は間違っていなかった」と記者会見で主張した。萩生田光一文部科学大臣は、閣議後の記者会見で「吉田学長の言動に関する報道について、先月（2020年12月）25日付けで大学に事実関係の確認を求める文書を出し、回答を得たので、その内容を精査している」と述べた[41][42][43][44]。

#### 吉田学長の辞表提出、学長選考会議による学長解任相当決定（不適切行為認定）へ
- 6月1日、学長選考会議が設置した調査委員会が当時の古川病院長の主張を認め、「吉田学長の言動はパワハラに当たる」と選考会議に報告した[45][46]。学長選考会議が吉田学長から事情を聴き、処分を決める方針であったが、6月15日付で、吉田学長が辞表を提出した[47]。
- 6月22日、学長選考会議は会合を開き、新型コロナウイルス感染症や古川病院長への不適切な対応、職員へのパワハラ行為、勤務時間中の飲酒及び執務における不適切な言動等、不適切な危機管理対応、公共の場における不適切な行為、対外的信用を失う行為、不正支出などを理由として、吉田学長を「解任相当」と決定した[48][49]。
- なお、学長選考会議が非公開で行われていた同日午後4時30分ごろ、北海道新聞社の22歳の女性記者が大学内に侵入し、会議室付近の廊下にいたところを大学職員に取り押さえられ、建造物侵入の現行犯で逮捕された。北海道新聞社は女性記者の逮捕に対し、「本紙の記者が逮捕されたことは遺憾です。記者は当時学長の解任問題を取材中でした。逮捕された経緯などについて確認し、読者の皆様に改めて説明させていただきます」とコメントした[50]。2022年3月16日、この記者と建物内での取材を指示した40代の記者が建造物侵入容疑で書類送検された[51]。31日、旭川区検は2人をいずれも不起訴処分にした[52]。
- 2022年2月25日付で、大学側が「新体制移行を最優先したい」として解任の申し出を取り下げた。これを受け、文部科学省は3月3日付で吉田の学長辞任の人事を発令した[53]。学長選考会議議長の奥村利勝氏は、「解任すべきという考えは、今も変わらない。解任取り下げは断腸の思いだが、早期の新体制移行を優先した」と強調した[54][55]。

## テレビ番組
- 日経スペシャル ガイアの夜明け 医療格差をなくせ！～最先端　遠隔医療の可能性～（2008年2月12日、テレビ東京）[56] - 遠隔医療に挑む患者と医師に密着。